# Renfjället
Renfjället är ett fjäll i Åre kommun i västra Jämtland, med högsta punkt på 986 m ö.h. Vid Renfjällets södra fot är Edsåsdalen belägen, och vid den norra foten skär Åresjön genom Åredalen med alpinbyn Åre och fjället Åreskutan norr därom. Från Renfjället syns Grofjället och Välliste åt söder.
Utmed Renfjällets södra sida finns markerade vandringsleder sommartid och skidbackar (med släpliftar), längdspår samt turslingor vintertid som Edsåsdalen bedriver.